# De André canta De André - vol. 2
De André canta De André vol. 2 - Cristiano De André Live è un album dal vivo del 2010 di Cristiano De André, pubblicato dalla MT Blues Records (Universal Music Group).
Il disco è stato registrato durante la tournée dell'estate del 2010, riprendendo la fortunata formula dell'album precedente in cui Cristiano riproponeva riarrangiate una selezione di canzoni del padre Fabrizio De André.
Col CD è allegato il DVD Notturno dell'Amistade, concerto registrato l'8 luglio 2010 al Castello Pallavicino di Varano de' Melegari in cui Cristiano è accompagnato dall'orchestra Vianiner Philharmoniker diretta da Giancarlo Guarino e dal coro della Cappella Farnesiana diretto da Antonello Aleotti. Contiene le canzoni Disamistade, Franziska e Valzer per un amore.

## Tracce
1. Anime salve – 5:09 (Fabrizio De André, Ivano Fossati)
2. Nella mia ora di libertà – 6:16 (Fabrizio De André, Giuseppe Bentivoglio)
3. Don Raffaè – 4:19 (Fabrizio De André, Massimo Bubola, Mauro Pagani)
4. Cose che dimentico – 4:30 (Cristiano De André, Fabrizio De André, Carlo Facchini)
5. A dumenega – 3:53 (Fabrizio De André, Mauro Pagani)
6. Medley: Andrea - La cattiva strada - Un giudice – 7:55 (Fabrizio De André, Massimo Bubola, Francesco De Gregori, Giuseppe Bentivoglio, Nicola Piovani)
7. La collina + Reprise – 5:18 (Fabrizio De André, Giuseppe Bentivoglio, Nicola Piovani)
8. Creuza de mä – 6:30 (Fabrizio De André, Mauro Pagani)
9. Bocca di rosa – 4:39 (Fabrizio De André)
10. La canzone dell'amore perduto – 6:27 (Fabrizio De André, Georg Philipp Telemann)

## Formazione
- Cristiano De André - voce, chitarra acustica, chitarra classica, violino, bouzouki, pianoforte
- Luciano Luisi - tastiera, programmazione, cori
- Osvaldo Di Dio - chitarra elettrica, chitarra classica, chitarra acustica, cori
- Davide Pezzin - basso, contrabbasso
- Davide De Vito - batteria

### Produzione audio
- Luciano Luisi - Co-produzione artistica e arrangiamenti
- Michele Torpedine - Progettazione live
- Bruno Sconocchia - Progettazione live
- Giancarlo Pierozzi - registrazioni
- Paolo Jafelice - mixing (NoiseFactory Studio, Milano)
- Giancarlo Pierozzi - mixing (NoiseFactory, Milano)
- Claudio Giussani - mastering (Nautilus Studio, Milano)

### Produzione video
- Daniele Pignatelli - Regia e produzione
- Marco Mandelli - produzione
- Art3fatti Studio - Postproduzione
- SingSing Studio - mixage